# Isabelle Gulldén
Isabelle Therese Gulldén (* 29. Juni 1989 in Göteborg) ist eine ehemalige schwedische Handballspielerin.

## Karriere
Gulldén begann im Alter von sieben Jahren das Handballspielen bei IK Sävehof, mit deren Damenmannschaft sie später in der höchsten schwedischen Spielklasse auflief. Mit Sävehof gewann die Rückraumspielerin 2007, 2009, 2010 und 2011 die schwedische Meisterschaft. Außerdem qualifizierte sich die Rechtshänderin mit Sävehof für die EHF Champions League der Frauen 2007/08, schied jedoch schon in der Gruppenphase aus. Im Sommer 2011 wechselte Gulldén zum dänischen Erstligisten Viborg HK. Mit Viborg gewann sie 2014 den Europapokal der Pokalsieger sowie die dänische Meisterschaft. Ab dem Sommer 2015 stand sie beim rumänischen Erstligisten CSM Bukarest unter Vertrag. Mit Bukarest gewann sie 2016 die EHF Champions League. Im Finale erzielte sie insgesamt 15 Treffer. Weiterhin wurde sie mit 104 Treffern Torschützenkönigin der Champions League Saison 2015/16. Weiterhin gewann sie 2016, 2017 und 2018 die rumänische Meisterschaft sowie den rumänischen Pokal. Ab der Saison 2018/19 lief sie für den französischen Verein Brest Bretagne Handball auf. Ab dem Januar bis zum Oktober 2019 pausierte sie schwangerschaftsbedingt. Mit Brest gewann sie 2021 sowohl die französische Meisterschaft als auch den französischen Pokal. In der Saison 2021/22 stand Gulldén beim norwegischen Erstligisten Vipers Kristiansand unter Vertrag, mit dem sie die Meisterschaft sowie die EHF Champions League gewann. Anschließend schloss sie sich dem schwedischen Verein LUGI HF an. Aufgrund ihrer zweiten Schwangerschaft befand sie sich von Juli 2023 bis Januar 2024 in einer Schwangerschaftspause. Mit Lugi trat sie 2024 den Gang in die Zweitklassigkeit an. Nach der Saison 2024/25 beendete sie ihre Karriere.
Gulldén bestritt 224 Partien für Schweden, in denen sie 840 Treffer erzielte. Mit Schweden belegte sie bei den Europameisterschaften 2008 den neunten Platz. Zusätzlich nahm Gulldén an den Olympischen Sommerspielen 2008 teil, wo sie im Viertelfinale am späteren Olympiasieger Norwegen scheiterte. Sie gehört zum Aufgebot ihres nationalen Verbandes bei der Weltmeisterschaft 2009 in China. Bei den Europameisterschaften 2010 belegte Gulldén den 2. Platz. Im Sommer 2012 nahm sie an den Olympischen Spielen in London teil. Bei der Europameisterschaft 2014 gewann sie die Bronzemedaille und wurde mit dem MVP-Titel geehrt. Zusätzlich gewann sie mit 58 Treffern die Torschützenkrone. Weiterhin nahm sie an den Olympischen Spielen 2016 in Rio de Janeiro, an der Europameisterschaft 2016, an der Weltmeisterschaft 2017 sowie an der Europameisterschaft 2018 teil. Nach der Europameisterschaft 2020 beendete sie ihre Länderspielkarriere.
Gulldén übernahm im Sommer 2025 das Co-Traineramt von IK Sävehof.

## Sonstiges
Ihr Onkel Christer Gulldén ist ein ehemaliger Ringer, der ebenfalls an den Olympischen Spielen teilnahm. Sie ist mit dem Handballtorwart Linus Persson liiert. Im Juli 2019 brachte sie einen Sohn zur Welt.